# Ionescuellum ulmiacum
Ionescuellum ulmiacum är en urinsektsart som beskrevs av Josef Rusek och Jörg Stumpp 1989. Ionescuellum ulmiacum ingår i släktet Ionescuellum och familjen Hesperentomidae. Inga underarter finns listade i Catalogue of Life.